# Elecciones estatales de Baja California de 1965
Las elecciones estatales de Baja California de 1965 tuvieron lugar el domingo 1 de agosto de 1965, y en ellas se renovaron los cargos de elección popular en Baja California :
- Gobernador de Baja California. Titular del Poder Ejecutivo del estado, electo para un periodo de seis años no reelegibles en ningún caso. El candidato electo fue Raúl Sánchez Diaz Martell
- 4 Ayuntamientos. Formados por un Presidente Municipal, delegados y regidores, electo para un período inmediato de 3 años no reelegibles para un período inmediato.
- Diputados al Congreso. Electos de Mayoría Relativa de cada uno de los Distritos Electorales.

## Organización
El 13 de enero de 1965, el gobierno del Estado convocó a los partidos políticos registrados a determinar sus candidaturas para las elecciones de ese año a celebrarse el 1 de agosto. El 20 de mayo se publicaron los nombres de las candidaturas para todos los puestos de elección. 

## Elecciones

### Gubernatura
|  | 26.08 % |

|  | 73.91 % |

### Municipales

#### Ensenada
| Ayuntamiento de Ensenada    | Ayuntamiento de Ensenada | Ayuntamiento de Ensenada    | Ayuntamiento de Ensenada             |       |            |
| Candidato                   | Candidato                | Candidato                   | Partido/Coalición                    | Votos | Porcentaje |
| --------------------------- | ------------------------ | --------------------------- | ------------------------------------ | ----- | ---------- |
| Pedro Espinoza Osorio       |                          | Pedro Espinoza Osorio       | Partido Acción Nacional              | —     | —          |
| Jorge Adrián Olguín Hermida |                          | Jorge Adrián Olguín Hermida | Partido Revolucionario Institucional | —     | —          |
| Total de votos válidos      | Total de votos válidos   | Total de votos válidos      | Total de votos válidos               |       | —          |

#### Mexicali
| Ayuntamiento de Ensenada    | Ayuntamiento de Ensenada | Ayuntamiento de Ensenada    | Ayuntamiento de Ensenada             |       |            |
| Candidato                   | Candidato                | Candidato                   | Partido/Coalición                    | Votos | Porcentaje |
| --------------------------- | ------------------------ | --------------------------- | ------------------------------------ | ----- | ---------- |
| Héctor Saga Quiroda         |                          | Héctor Saga Quiroda         | Partido Acción Nacional              | —     | —          |
| José María Rodríguez Mérida |                          | José María Rodríguez Mérida | Partido Revolucionario Institucional | —     | —          |
| Total de votos válidos      | Total de votos válidos   | Total de votos válidos      | Total de votos válidos               |       | —          |

#### Tecate
| Ayuntamiento de Ensenada | Ayuntamiento de Ensenada | Ayuntamiento de Ensenada | Ayuntamiento de Ensenada             |       |            |
| Candidato                | Candidato                | Candidato                | Partido/Coalición                    | Votos | Porcentaje |
| ------------------------ | ------------------------ | ------------------------ | ------------------------------------ | ----- | ---------- |
| Andrés Montoya Velarde   |                          | Andrés Montoya Velarde   | Partido Acción Nacional              | —     | —          |
| Arcadio Amaya Campa      |                          | Arcadio Amaya Campa      | Partido Revolucionario Institucional | —     | —          |
| Total de votos válidos   | Total de votos válidos   | Total de votos válidos   | Total de votos válidos               |       | —          |

### Legislativas

#### Distrito 1
| Congreso del Estado de Baja California | Congreso del Estado de Baja California | Congreso del Estado de Baja California | Congreso del Estado de Baja California |       |            |
| Candidato                              | Candidato                              | Candidato                              | Partido/Coalición                      | Votos | Porcentaje |
| -------------------------------------- | -------------------------------------- | -------------------------------------- | -------------------------------------- | ----- | ---------- |
| Isidro Miranda Araujo                  |                                        | Isidro Miranda Araujo                  | Partido Acción Nacional                | —     | —          |
| Ma. Socorro Acosta de García           |                                        | Ma. Socorro Acosta de García           | Partido Revolucionario Institucional   | —     | —          |
| Total de votos válidos                 | Total de votos válidos                 | Total de votos válidos                 | Total de votos válidos                 |       | —          |

#### Distrito 2
| Congreso del Estado de Baja California | Congreso del Estado de Baja California | Congreso del Estado de Baja California | Congreso del Estado de Baja California |       |            |
| Candidato                              | Candidato                              | Candidato                              | Partido/Coalición                      | Votos | Porcentaje |
| -------------------------------------- | -------------------------------------- | -------------------------------------- | -------------------------------------- | ----- | ---------- |
| Francisco Cañedo Lizárraga             |                                        | Francisco Cañedo Lizárraga             | Partido Acción Nacional                | —     | —          |
| Adrián Campos Aserrato                 |                                        | Adrián Campos Aserrato                 | Partido Revolucionario Institucional   | —     | —          |
| Total de votos válidos                 | Total de votos válidos                 | Total de votos válidos                 | Total de votos válidos                 |       | —          |

#### Distrito 3
| Congreso del Estado de Baja California | Congreso del Estado de Baja California | Congreso del Estado de Baja California | Congreso del Estado de Baja California |       |            |
| Candidato                              | Candidato                              | Candidato                              | Partido/Coalición                      | Votos | Porcentaje |
| -------------------------------------- | -------------------------------------- | -------------------------------------- | -------------------------------------- | ----- | ---------- |
| Juan César Ramos Martínez              |                                        | Juan César Ramos Martínez              | Partido Acción Nacional                | —     | —          |
| Ernesto Sánchez Valenzuela             |                                        | Ernesto Sánchez Valenzuela             | Partido Revolucionario Institucional   | —     | —          |
| Total de votos válidos                 | Total de votos válidos                 | Total de votos válidos                 | Total de votos válidos                 |       | —          |

#### Distrito 4
| Congreso del Estado de Baja California | Congreso del Estado de Baja California | Congreso del Estado de Baja California | Congreso del Estado de Baja California |       |            |
| Candidato                              | Candidato                              | Candidato                              | Partido/Coalición                      | Votos | Porcentaje |
| -------------------------------------- | -------------------------------------- | -------------------------------------- | -------------------------------------- | ----- | ---------- |
| David Valdez Corella                   |                                        | David Valdez Corella                   | Partido Acción Nacional                | —     | —          |
| Ramón Álvarez Cisnero                  |                                        | Ramón Álvarez Cisnero                  | Partido Revolucionario Institucional   | —     | —          |
| Total de votos válidos                 | Total de votos válidos                 | Total de votos válidos                 | Total de votos válidos                 |       | —          |

#### Distrito 5
| Congreso del Estado de Baja California | Congreso del Estado de Baja California | Congreso del Estado de Baja California | Congreso del Estado de Baja California |       |            |
| Candidato                              | Candidato                              | Candidato                              | Partido/Coalición                      | Votos | Porcentaje |
| -------------------------------------- | -------------------------------------- | -------------------------------------- | -------------------------------------- | ----- | ---------- |
| José Moreno Montaño                    |                                        | José Moreno Montaño                    | Partido Acción Nacional                | —     | —          |
| Epildeo Berlanda de León               |                                        | Epildeo Berlanda de León               | Partido Revolucionario Institucional   | —     | —          |
| Total de votos válidos                 | Total de votos válidos                 | Total de votos válidos                 | Total de votos válidos                 |       | —          |

#### Distrito 6
| Congreso del Estado de Baja California | Congreso del Estado de Baja California | Congreso del Estado de Baja California | Congreso del Estado de Baja California |       |            |
| Candidato                              | Candidato                              | Candidato                              | Partido/Coalición                      | Votos | Porcentaje |
| -------------------------------------- | -------------------------------------- | -------------------------------------- | -------------------------------------- | ----- | ---------- |
| Zeferino Sánchez Hidalgo               |                                        | Zeferino Sánchez Hidalgo               | Partido Acción Nacional                | —     | —          |
| Oscar Silvestre Baylón Chacón          |                                        | Oscar Silvestre Baylón Chacón          | Partido Revolucionario Institucional   | —     | —          |
| Total de votos válidos                 | Total de votos válidos                 | Total de votos válidos                 | Total de votos válidos                 |       | —          |

#### Distrito 7
| Congreso del Estado de Baja California | Congreso del Estado de Baja California | Congreso del Estado de Baja California | Congreso del Estado de Baja California |       |            |
| Candidato                              | Candidato                              | Candidato                              | Partido/Coalición                      | Votos | Porcentaje |
| -------------------------------------- | -------------------------------------- | -------------------------------------- | -------------------------------------- | ----- | ---------- |
| Manuel González Mariscal               |                                        | Manuel González Mariscal               | Partido Acción Nacional                | —     | —          |
| Elías Gutiérrez Ovalle                 |                                        | Elías Gutiérrez Ovalle                 | Partido Revolucionario Institucional   | —     | —          |
| Edmundo Medina Pando                   |                                        | Edmundo Medina Pando                   | Partido Popular Socialista             | —     | —          |
| Total de votos válidos                 | Total de votos válidos                 | Total de votos válidos                 | Total de votos válidos                 |       | —          |

#### Distrito 8
| Congreso del Estado de Baja California | Congreso del Estado de Baja California | Congreso del Estado de Baja California | Congreso del Estado de Baja California |       |            |
| Candidato                              | Candidato                              | Candidato                              | Partido/Coalición                      | Votos | Porcentaje |
| -------------------------------------- | -------------------------------------- | -------------------------------------- | -------------------------------------- | ----- | ---------- |
| Aurelio Tapa Magaña                    |                                        | Aurelio Tapa Magaña                    | Partido Acción Nacional                | —     | —          |
| Efraín Ávila García de la Cadena       |                                        | Efraín Ávila García de la Cadena       | Partido Revolucionario Institucional   | —     | —          |
| Javier Edmundo de Jesús Savín Romero   |                                        | Javier Edmundo de Jesús Savín Romero   | Partido Popular Socialista             | —     | —          |
| Total de votos válidos                 | Total de votos válidos                 | Total de votos válidos                 | Total de votos válidos                 |       | —          |

#### Distrito 9
| Congreso del Estado de Baja California | Congreso del Estado de Baja California | Congreso del Estado de Baja California | Congreso del Estado de Baja California |       |            |
| Candidato                              | Candidato                              | Candidato                              | Partido/Coalición                      | Votos | Porcentaje |
| -------------------------------------- | -------------------------------------- | -------------------------------------- | -------------------------------------- | ----- | ---------- |
| José Manuel Núñez Rodríguez            |                                        | José Manuel Núñez Rodríguez            | Partido Acción Nacional                | —     | —          |
| Vicente Huerta Ramírez                 |                                        | Vicente Huerta Ramírez                 | Partido Revolucionario Institucional   | —     | —          |
| Total de votos válidos                 | Total de votos válidos                 | Total de votos válidos                 | Total de votos válidos                 |       | —          |

## Resultados electorales

### Gobernador
| Partido/Coalición | Partido/Coalición                                                                | Candidato                       |
| ----------------- | -------------------------------------------------------------------------------- | ------------------------------- |
|                   | Partido Revolucionario Institucional Partido Auténtico de la Revolución Mexicana | Raúl Sánchez Díaz Martell Hecho |

### Ayuntamientos
| Ayuntamiento | Alcalde electo              | Partido |
| ------------ | --------------------------- | ------- |
| Mexicali     | José María Rodríguez Mérida |         |
| Tijuana      | Francisco López Gutiérrez   |         |
| Ensenada     | Prof. Jorge Olguín Hermida  |         |
| Tecate       | Arcadio Amaya Campa         |         |

### Congreso local
| Partido | Partido | Partido                              | Diputados        | Diputados |  |
| Partido | Partido | Partido                              | Mayoría relativa | Total     |  |
|         |         | Partido Revolucionario Institucional | 9                | 9/9       |  |
| Total   | Total   | Total                                | 9                | 9         |  |

| Distrito | Diputado                           | Partido | Partido                              |
| -------- | ---------------------------------- | ------- | ------------------------------------ |
| I        | María del Socorro Acosta de García |         | Partido Revolucionario Institucional |
| II       | Adrián Campos Serrato              |         | Partido Revolucionario Institucional |
| III      | Ernesto Sánchez Valenzuela         |         | Partido Revolucionario Institucional |
| IV       | Ramón Álvarez Cisneros             |         | Partido Revolucionario Institucional |
| V        | Elpidio Berlanga de León           |         | Partido Revolucionario Institucional |
| VI       | Oscar Baylón Chacón                |         | Partido Revolucionario Institucional |
| VII      | Elías Gutiérrez Ovalle             |         | Partido Revolucionario Institucional |
| VIII     | Efraín Ávila García de la Cadena   |         | Partido Revolucionario Institucional |
| IX       | Vicente Huerta Ramírez             |         | Partido Revolucionario Institucional |